# Aphanogmus strobilorum
Aphanogmus strobilorum is een vliesvleugelig insect uit de familie van de Ceraphronidae. De wetenschappelijke naam van de soort is voor het eerst geldig gepubliceerd in 1955 door Bakke.